# Peter Reichert
Pour les articles homonymes, voir Reichert.
Peter Reichert est un ancien joueur professionnel de football allemand né le 4 août 1961 à Bretten en Allemagne. Il mesure 1,82 mètre.

## Biographie
Il évolue au poste d'attaquant dans 4 clubs différents de 1981 à 1992. 
Reichert débute au VfB Stuttgart de 1981 à 1986 avant de rejoindre le championnat de France et le RC Strasbourg de 1986 à 1989 avec lequel il inscrit 40 buts en 94 matchs, puis le Toulouse FC de 1989 à 1990 pour finalement terminer sa carrière en Allemagne, au Karlsruher SC.

## Carrière
- 1981-1986 :  VfB Stuttgart
- 1986-1989 :  RC Strasbourg
- 1989-1990 :  Toulouse FC
- 1990-1992 :  Karlsruher SC[1]

## Palmarès
- Champion d'Allemagne en 1984 avec le VfB Stuttgart
- Champion de France de D2 en 1988 avec le RC Strasbourg

## Statistiques
- 174 matchs et 48 buts en Bundesliga
- 54 matchs et 14 buts en Division 1
- 58 matchs et 28 buts en Division 2